# Manuel Gómez-Moreno
Manuel Gómez-Moreno Martínez (Granada, 21 de febrer de 1870 - Madrid, 7 de juny de 1970) va ser un arqueòleg i historiador de l'art espanyol.

## Biografia
Fill del pintor granadí Manuel Gómez-Moreno González, va col·laborar quan encara era un adolescent amb Emil Hübner com a dibuixant d'inscripcions (1886). Va cursar la carrera de filosofia i lletres a la Universitat de Granada (1886-1889) i va ser professor d'arqueologia sagrada i dibuix en el Seminari del Sacromonte (1895). El 1910 és nomenat director de la Secció d'Art i arqueologia de la Comisión de Estudios Históricos de la Junta para la Ampliación de Estudios e Investigaciones Científicas. El 1913 va obtenir la càtedra d'arqueologia aràbiga de la Universitat de Madrid. També va ser membre de la Reial Acadèmia de la Història (1917), de la de Belles Arts (1931) i de la Reial Acadèmia Espanyola de la Llengua (1942).
Entre altres mèrits, és recordat per haver fet el pas endavant fonamental en el procés de desxiframent del signari ibèric nord-oriental (llevantí), escriptura usada en el quadrant nord-oriental de Península Ibèrica per expressar la llengua ibèrica i la llengua celtibèrica. Manuel Gómez-Moreno va fixar els valors del signes a l'article "De epigrafía ibérica: El plomo de Alcoy" que va publicar el 1922 a la Revista de Filología Española, on establia la característica distintiva dels signaris paleohispànics: la convivència de signes amb valor sil·làbic per les oclusives amb signes alfabètics per la resta de consonants i vocals.

## L'anècdota d'Egipte
L'estiu del 1933 participà com a professor en el Creuer pel Mediterrani d'estudiants universitaris espanyols impulsat per la República. Durant l'etapa d'Egipte Gómez-Moreno feu gala d'un cert nacionalisme banal afirmant davant la majestuosa piràmide de Kheops: "Yo experimento una especie de decepción. La sensación de unidad y de fuerza se descompone en una multitud de bloques grises. La monotonía del inmenso montón de piedras que és la pirámide cansa y abruma. Prefiero nuestro Escorial. Allá hay un sabio juego de masas que saben romperse a su tiempo. Una palpitación interna, una voz de dolor que no resuena aquí, por mucho que la busquemos."

## Algunes publicacions
- El Panteón Real de las Huelgas de Burgos. Instituto Diego Velázquez. Consejo Superior de Investigaciones Científicas. Madrid. 1946.
- De epigrafía ibérica: El plomo de Alcoy. en: Revista de Filología Española, Madrid, tomo IX (1922), pp. 342-366.
- Sobre los iberos y su lengua. en: Homenaje a Menéndez Pidal, III. Madrid. 1925, pp. 475-499.
- La novela de España. Madrid. 1928.
- La escultura del Renacimiento en España. Barcelona, editorial Firenze. 1931.
- El arte románico español. Madrid. 1934.
- Las lenguas hispánicas. Discurso de recepción en la Academia española el 28 de junio.
- Adán y la Prehistoria. Madrid. 1958.